# Brulé di mele
Il brulè di mele è una bevanda calda tipica dei mercatini di Natale trentini e del nord Italia. È un'analcolica e dolce alternativa al classico vin brulé.

## Preparazione
Si prepara utilizzando succo di mela (già preparato o, meglio ancora, fatto al momento con mele fresche), limone e arancia. I chiodi di garofano, il miele e la cannella sono gli ingredienti chiave che lo rendono più dolce e sprigionano il profumo speziato tipico delle feste. Si possono anche aggiungere zenzero o anice stellato.

## Consumo
Si consiglia di consumarlo caldo o appena fatto, accompagnato da biscotti o altri dolcetti tipici natalizi.